# Clotilde Reiss

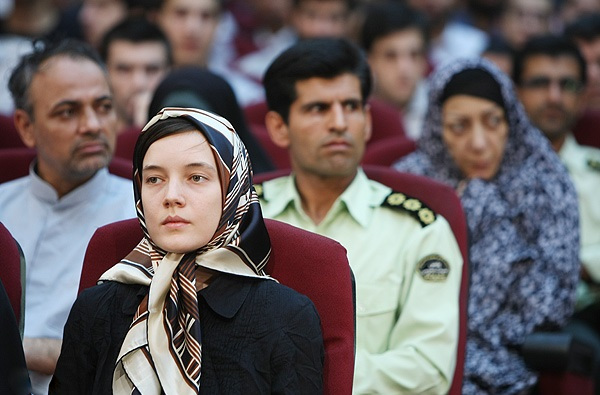
Clotilde Reiss (2009)

Clotilde Reiss (* 31. Juli 1985) ist eine französische Doktorandin, die im Zusammenhang mit den Protesten nach den Präsidentschaftswahlen 2009 im Iran verhaftet wurde.
Die iranische Kinderfrau der Familie – die Mutter starb, als Clotilde Reiss noch klein war – zog Clotilde in Paris auf, brachte ihr schon im Kleinkindalter Persisch bei. Nach dem Abitur studierte Reiss in Lille Politikwissenschaften und erhielt als exzellente Studentin jedes Jahr Auszeichnungen. Clotilde Reiss erwarb an der Universität Lille einen Master in Politikwissenschaft mit der Arbeit über das iranische Bildungssystem und Schulbücher seit der Revolution von 1979. An der Universität Isfahan im Iran war sie als Französischlektorin tätig und arbeitete an einer Doktorarbeit über den Geschichts- und Erdkundeunterricht an iranischen Schulen.
Am 1. Juli 2009 wurde sie am Flughafen Teheran-Imam Chomeini festgenommen, als sie nach Beirut reisen wollte, um Freunde zu besuchen. Am 8. August erschien sie bei einem Schauprozess gegen die angeblichen Anstifter der Proteste gegen das Ergebnis der Präsidentschaftswahlen als eine der Angeklagten. Ihr wurde vorgeworfen, Fotos von Demonstrationen in Isfahan im Internet verbreitet zu haben. Während des Prozesses soll Clotilde Reiss nach Angaben der halbstaatlichen Nachrichtenagentur Fars zugegeben haben, der Kulturabteilung der französischen Botschaft einen Bericht über die Demonstrationen übergeben zu haben. Gegen eine Kaution in Höhe von 213.000 Euro wurde Clotilde Reiss am 16. August 2009 aus iranischer Haft entlassen und erwartete in der französischen Botschaft in Teheran ihr Urteil. Reiss hatte zudem eingeräumt, nach einem Praktikum in der französischen Atomenergiebehörde, für die ihr Vater arbeitet, einen knappen Bericht verfasst zu haben (APA).  Am 16. Mai 2010 durfte Clotilde Reiss den Iran jedoch verlassen und nach Frankreich ausreisen.